# آندری پاول
آندری پاول (انگلیسی: Andrei Pavel؛ زاده ۲۷ ژانویهٔ ۱۹۷۴) یک تنیس‌باز اهل رومانی است.